# Džanibeg
Džanibeg ali Džanibeg kan je bil od leta 1342 do 1357 kan Zlate horde, * ni znano, Zlata horda, † 1357, Saraj.

## Vladanje
Leta 1342 pri Saraj-Jüku umoril svojega starejšega brata in tekmeca Tinibega in se s podporo svoje matere Tajdule Hatun razglasil za kana. Pred tem je že ubil še enega ambicioznega brata Hiḍrbega. Znano je, da se je aktivno vmešaval v zadeve ruskih kneževin in Litve. Moskovska velika kneza Simeon Ponosni in Ivan II. Rdeči sta bila pod stalnim Džanibebovim političnim in vojaškim pritiskom.
Poveljeval je mogočni vojski krimskih Tatarov, ki je leta 1343 napadla krimsko pristaniško mesto Kaffo. Februarja je obleganje prekinil prihod italijanskega reševalnega ladjevja. Leta 1345 je ponovno neuspešno oblegal Kaffo, ker je v njegovi vojski izbruhnila epidemija črne kuge. Njegova vojska je trupla svojih vojakov katapultirala v mesto, da bi s črno smrtjo oslabila branilce. Okuženi genovski pomorščaki so pozneje odpluli iz Kaffe v Genovo, Messino in Konstantinopel in črno smrt prenesli v Evropo.
Leta 1356 je napadel Azerbajdžan, osvojil Tabriz in tam postavil svojega guvernerja. Vzpostavil je nadoblast Džočidov v Čagatajskem kanatu in poskušal združiti tri kanate Mongolskega cesarstva. Ko je sprejel vdajo  šejka Uvaisa I., se je pohvalil, da so pod njegovo oblastjo trije ulusi (okrožja/narodi) Mongolskega cesarstva. Kmalu zatem se je soočil z vstajo v Tabrizu, ki je povzročila vzpon dinastije Džalajiridov, odcep Ilkanata in na koncu kanovo smrt.
Moskovski samostan Čudov, ki sta ga približno v času Džanibegovega padca ustanovila kijevski metropolit Aleksej in duhovni vodja Sergej Radoneški, je bil zgrajen na zemljišču, ki ga je po legendi kan podelil Alekseju v zahvalo za čudežno ozdravitev slepote njegove matere Tajdule.
Džanibegovo vladavino so zaznamovali prvi spopadi ed fevdalci, ki so sčasoma povzročili propad Zlate horde. Z atentatom na Džanibega leta 1357 se je začelo četrtstoletno obdobje političnih pretresov. Od leta 1357 do 1378 je v Hordi vladalo petindvajset kanov.

## Družina
Džanibeg je imel več sinov. Nasledil ga je sin  Berdibeg, ki je po umoru očeta začel odstranjevati še svoje brate. Zdi se, da so še dva ali trije kani trdili, da so Džanibegovi sinovi, in jih sodobni zgodovinarji včasih  tudi obravnavajo kot take.
- Berdibeg (vladal 1357–1359)
- (pretendent ?) Kulpa (vladal 1359–1360)
- (pretendent ?) Navruzbeg (r. 1360)
- (pretendent ?) Kildibeg (vladal 1361-1362)
- hčerka Šakarbeg, poročena z Ak Sufijem, knezom Horezma; njuna hčerka Kanzada Begum se je poročila v Timuridsko dinastijo[3]

## Rodoslovje
- Džingiskan
  - Džoči
    - Batu kan
      - Tokokan
        - Mengu Timur
          - Togrilča
            - Uzbeg kan
              - Džanibeg